# Anspitzer

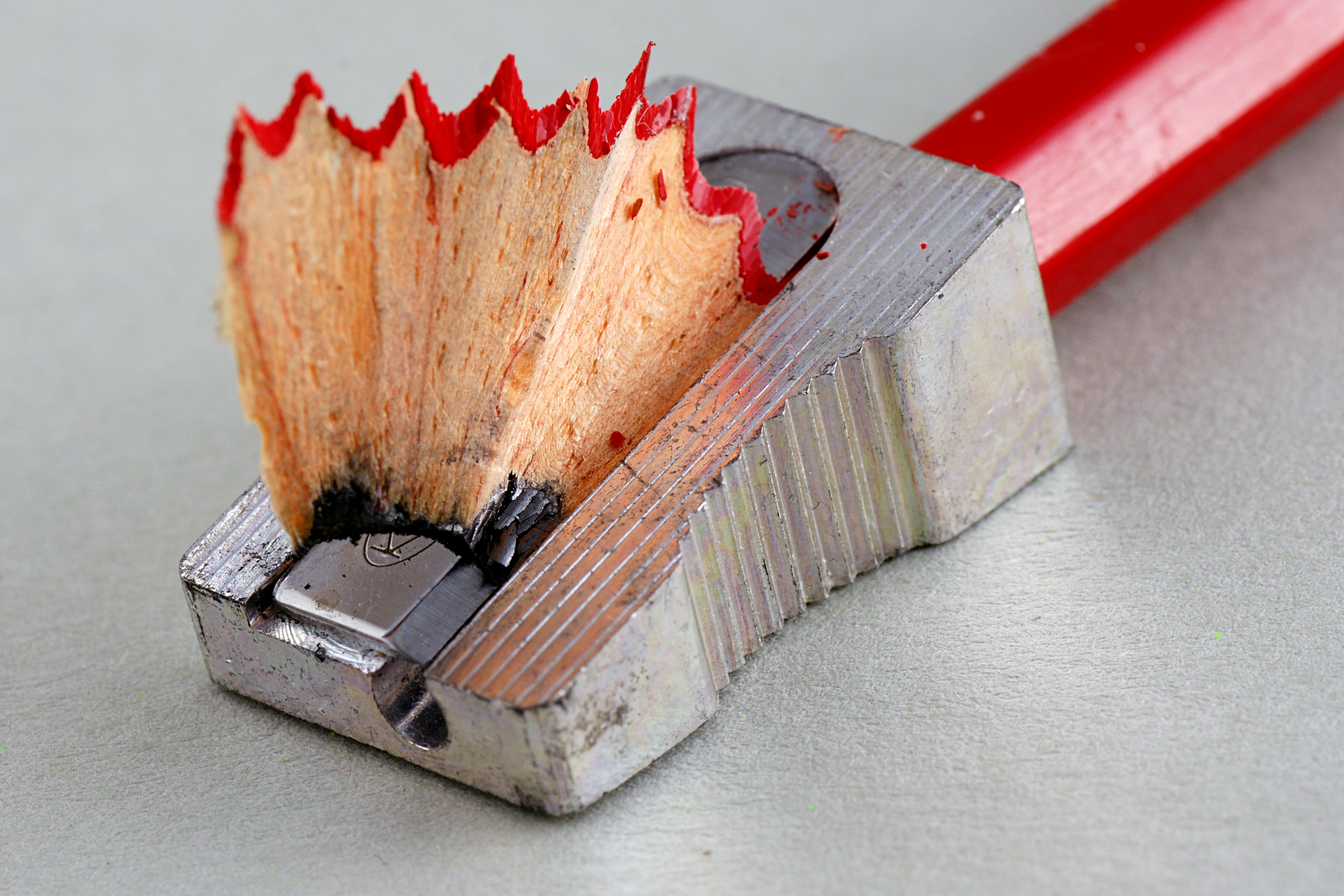
Anspitzer mit Bleistift

Ein Anspitzer oder Bleistiftspitzer, Bleistiftanspitzer (früher auch Bleistiftschärfer), häufig auch kurz Spitzer genannt, ist ein mechanisches Gerät, mit dem man einen aus Mine und Holzmantel bestehenden Stift anspitzen kann. In der Regel sind dies Bleistifte und Buntstifte. Anders als im englischen oder französischen Sprachraum gibt es im Deutschen weitere Begriffe für Bleistiftspitzvorrichtungen, die eine das Spitzen unterstützende Mechanik haben, nämlich Bleistiftspitzmaschine (seltener Bleistiftanspitzmaschine, früher auch Bleistiftschärfmaschine) oder vereinfachend kurz Spitzmaschine.

## Geschichte

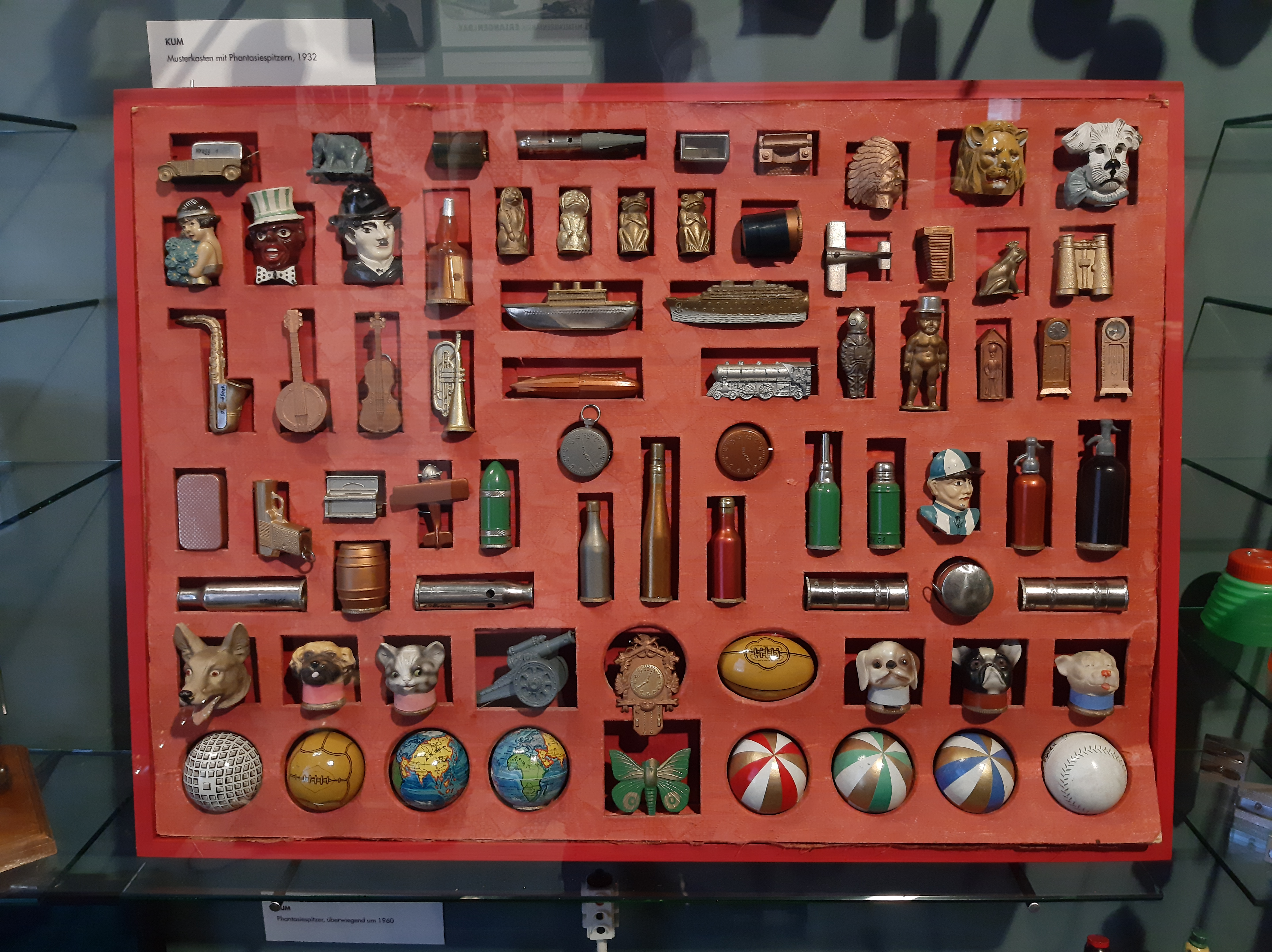
Musterkasten der Firma KUM im Stadtmuseum Erlangen

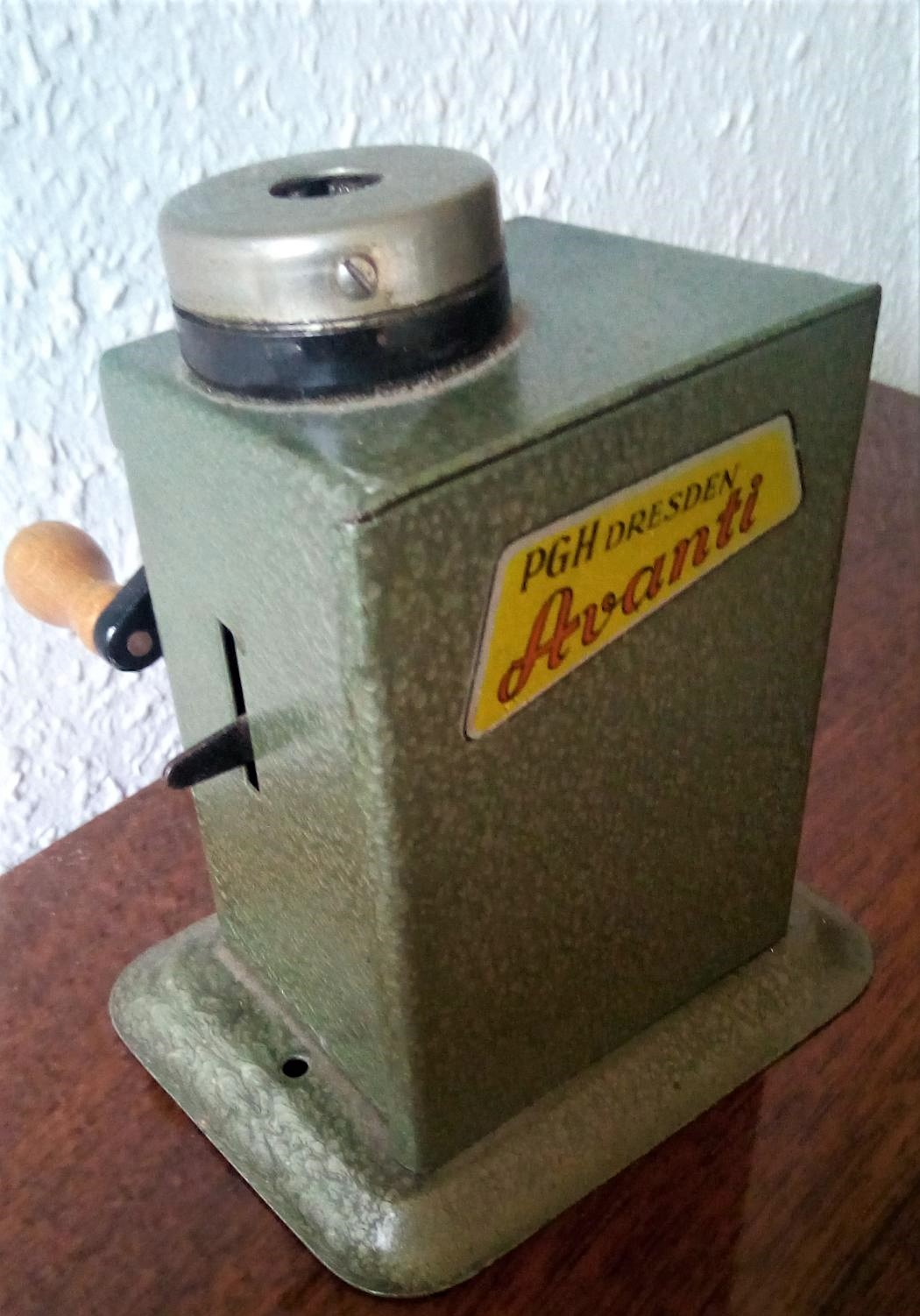
Spitzmaschine Avanti (PGH Dresden)

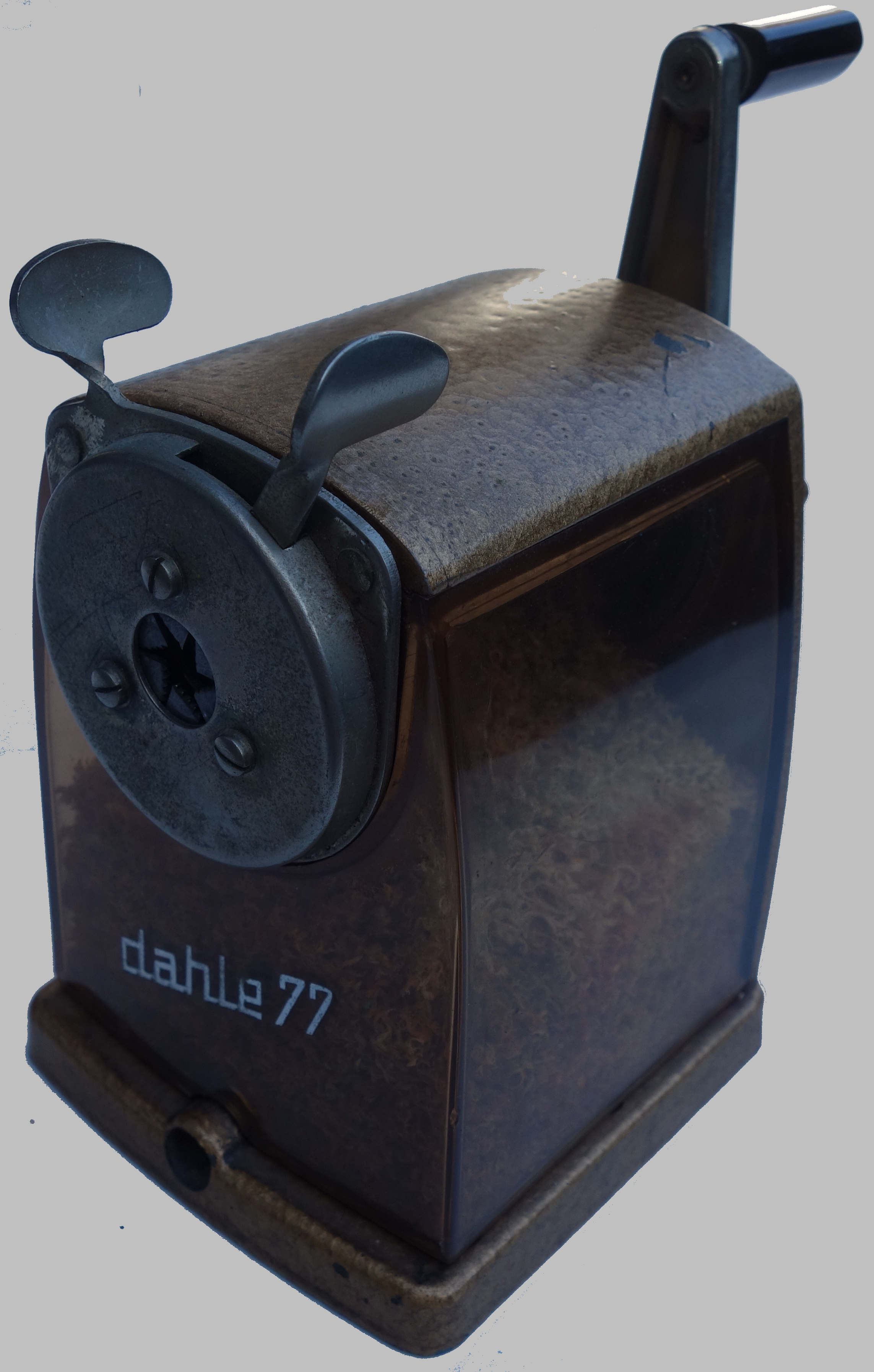
Spitzmaschine Dahle 77 der Firma Wilhelm Dahle Bürotechnik GmbH (1955)

Ursprünglich wurden die im 17. Jahrhundert erfundenen Bleistifte mit einem Messer gespitzt. Benutzt wurden dafür sehr häufig Federmesser, die eigentlich zum Anspitzen der Federkiele dienten und Alltagsgegenstände waren.
Mit zunehmender Anzahl von Schreibstuben Anfang des 19. Jahrhunderts erhöhte sich auch der Gebrauch an Bleistiften, wobei der Zeitbedarf zum Anspitzen dieser Stifte einen wirtschaftlichen Verlust darstellte. In Anbetracht der aufkommenden Industrialisierung entstand der Bedarf an einem speziellen Werkzeug zum Spitzen.
Die Entwicklung von Bleistiftspitzern begann in Frankreich. Im Jahr 1822 wurde in Frankreich über die Erfindung des Parisers C. A. Bocher zu Vorrichtungen zum Bleistiftspitzen berichtet. Er arbeitete mit Pantographen und benötigte offensichtlich eine Vorrichtung zum exakten Anspitzen der Zeichenstifte. Das Gerät von Herrn Boucher war technisch sinnvoll und funktionell. Seine Idee war auch international bekannt und anerkannt, wie entsprechende Berichte in der deutschen Literatur zu dieser Zeit zeigen. Boucher hat für seinen Bleistiftspitzer jedoch kein Patent angemeldet. Eine kommerzielle Nutzung seiner Erfindungen ist unwahrscheinlich.
Im Jahr 1828 meldete der Franzose Bernard Lassimone, Limoges das weltweit erste Patent zu einer Bleistiftspitzvorrichtung in Frankreich an (Patent #2444). Dieses Gerät wurde tatsächlich produziert und von Binant, einer Handlung für Malzubehör in Paris verkauft. Im Jahr 1833 patentierten Cooper & Eckstein in England eine einfache Vorrichtung, bei der zwei Feilen senkrecht zueinander in einem Holzblock angeordnet sind. Dieses Gerät wurde unter dem Namen Styloxynon verkauft und blieb als ältester Bleistiftspitzer in seltenen Fällen bis in die heutige Zeit erhalten.
In den 1830er und 1840er Jahren beschäftigten sich einige Franzosen, alle in Paris ansässig, mit der Konstruktion von einfachen Bleistiftspitzvorrichtungen, darunter François Joseph Lahausse. Diese Bleistiftspitzer wurden zwar teilweise verkauft, hatten jedoch nur begrenzte, lokale Bedeutung. Im Jahr 1847 erfand der Franzose Thierry des Estivaux einen Bleistiftspitzer, der bereits der heute gebräuchlichen Form von Handspitzern entsprach. Es gibt jedoch keinerlei Hinweise, dass dieser auch produziert wurde. Walter Kittredge Foster aus Bangor, Maine meldete 1855 das erste amerikanische Patent zu einem Bleistiftspitzer an.  Es handelte sich um einen Handspitzer, der aus einem aus niedrigschmelzendem Metall gegossenen Halter mit einer eingebauten kleinen Messerklinge bestand. Durch eine effektive Gießtechnologie wurden große Stückzahlen solcher Bleistiftspitzer zu sehr niedrigen Preisen hergestellt. Diese verbreiteten sich sehr schnell auch in Europa und wurden z. B. in Deutschland bereits 1857 als "Amerikanische Bleistiftspitzer" verkauft.
Der Erfinder des Holzschliffes für die billige Papierherstellung Friedrich Gottlob Keller meldete 1882 das Deutsche Reichspatent 27254 für einen Bleistiftspitzer an und ergänzte dieses 1884 (DRP 29411) um ein Zusatzpatent. Beide zeigen die wesentlichen Züge der heute noch üblichen kleinen Handgeräte. Keller war aber finanziell nicht in der Lage, viele seiner Ideen auch wirtschaftlich selber nutzbar zu machen.
Im Jahr 1908 erfand der Konstrukteur Theodor Paul Möbius (1868–1953) in Erlangen den kegelförmig gebohrten Bleistiftspitzer. Aus dieser Erfindung entwickelte sich in Erlangen ein ganzer Industriezweig. Das Unternehmen von Paul Möbius selbst, das zeitweise bis zu 150 Mitarbeiter beschäftigte sowie die von seinem Bruder Alfred Möbius zusammen mit Heinrich Ruppert 1922 gegründete Möbius & Ruppert KG und die von Adam Klebes zusammen mit Fritz Mußgüller 1919 gegründete Firma KUM fertigten jährlich insgesamt ca. 200 Mio. Spitzer und kamen noch Mitte der 1980er-Jahre auf einen geschätzten Anteil am Weltmarkt von 75 %. Möbius & Ruppert und die KUM erweiterten ihre Produktpaletten um Kosmetikspitzer und Zeichengeräte. Das Unternehmen des Erfinders ging nach dessen Tod in eine Auffanggesellschaft über. Teile des Firmenarchivs werden heute im Erlanger Stadtarchiv bewahrt. Eine Auswahl von Anspitzern ist im Stadtmuseum ausgestellt.
Ebenfalls 1908 erfand der Dresdener Versicherungsagent Emil Grantzow (1860–1942) einen „Schreibstiftspitzer mit drehbarem Sternmesser und absatzweiser Drehung des Schreibstifthalters“, später kurz Bleistiftspitzmaschine Avanti genannt. Er erwarb dafür im Juli desselben Jahres das deutsche Reichspatent. Die Avanti wurde bis in die 1960er Jahre produziert, zuletzt durch die DDR-Firma PGH Dresden (siehe Bild!).
Seit den 1950er Jahren wurde die Bleistift-Spitzmaschine Dahle 77 von der Firma Wilhelm Dahle Büromaschinen GmbH entwickelt und vertrieben. Sie besitzt einen besonders großen Auffangbehälter, eine Minenlängeneinstellung und spitzt Stifte bis 12 mm Durchmesser. Außerdem ist sie mit Metallzahnrädern und einer Metallkurbel ausgestattet und hat von allen Spitzmaschinen den längsten Fräser.

## Funktionsweise

Benutzung eines Anspitzers

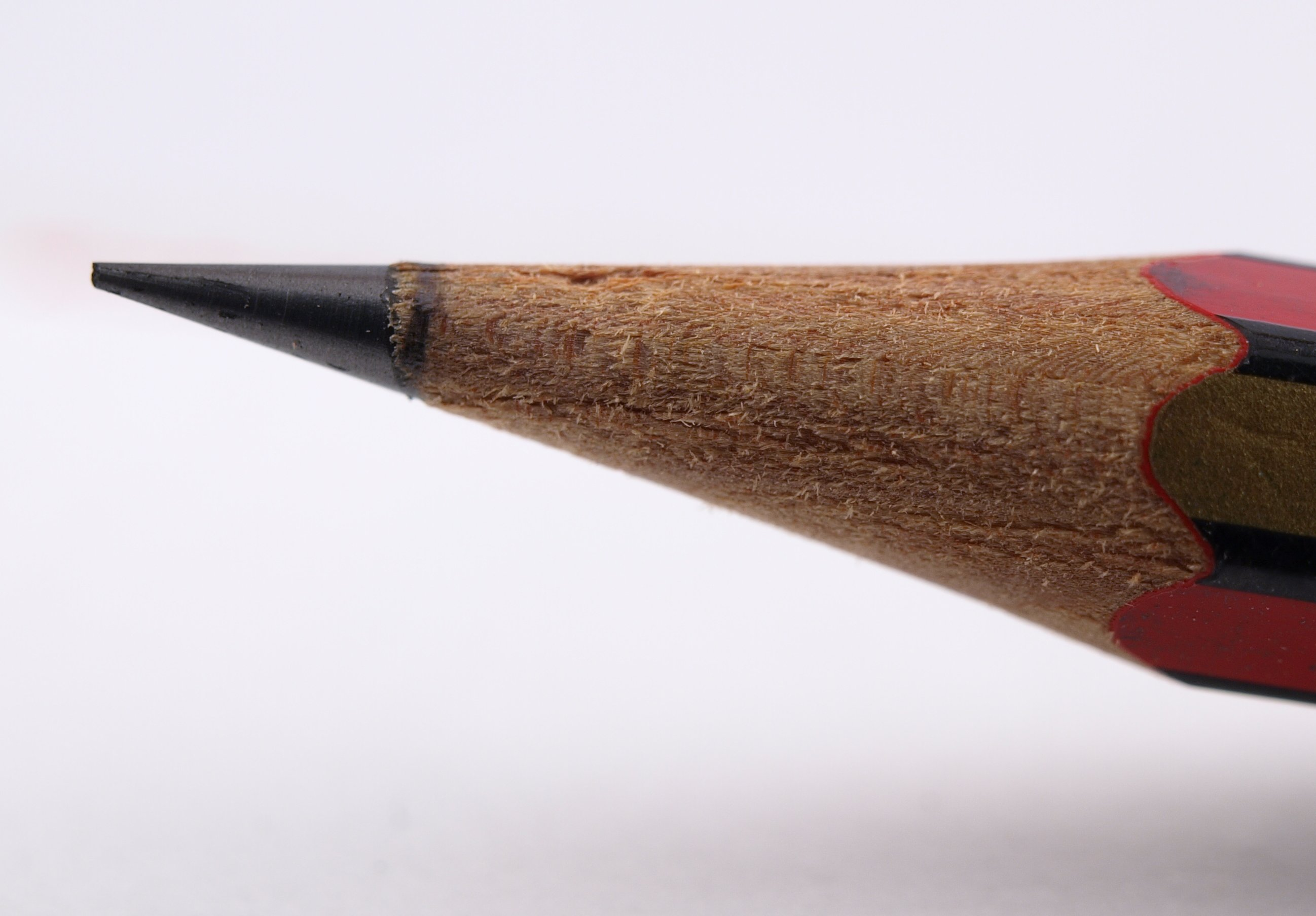
Frisch gespitzter Bleistift

Während früher die Blei- und Buntstifte mit einem Messer angespitzt wurden, wird in einem Spitzer durch eine scharfe, am Gehäuse festgeschraubte, bis zu zwei Zentimeter lange, schmale Klinge die Holzhaut des Stiftes fein und gleichmäßig abgeschnitten. Dabei wird der Stift mit einer Hand gedreht und der Spitzer mit der anderen festgehalten. Die Mine wird dabei gleichzeitig gespitzt.

## Arten
Es gibt zwei Sorten: den kleinen offenen Spitzer (aus Kunststoff, Holz oder Metall) und denjenigen, der ein Behältnis, meist aus Plastik, für das Auffangen des Spitzabfalls als Anhang besitzt. Für dickere Buntstifte ist in Letzterem meist ein zweites größeres Spitzloch eingelassen. Metallanspitzer bestehen aus Magnesium, Zink oder Aluminium (Gehäuse), Stahl (Klinge) und Messing (Schraube). Das Magnesium wirkt als Opferanode, um die Eisenklinge vor dem Rosten zu schützen.
Übliche Stiftdurchmesser sind 8 mm („Standard“), 11 mm („Maxi“) und 15–17 mm („Jumbo“).
Für Büros gibt es Spitzmaschinen mit Handkurbelbetrieb und elektrisch angetriebene Stiftspitzer. Diese besaßen üblicherweise und besitzen heute noch teilweise anstelle des einzelnen Messers eine um den Stift rotierende Fräsrolle oder ein Fräsrad, was sie wesentlich haltbarer macht.
In Drogerien sind spezielle Spitzer für Schminkstifte erhältlich.
Bleistiftanspitzer werden auch als Motive verkauft, z. B. als kleine Weltkugel, als Modell-Grammophon, Spielzeug-Auto usw.

## Probleme
Die Klinge eines Spitzers (mit kegelförmiger Stiftaufnahme und Einzelklinge) schneidet das Holz des Stiftes parallel zur Wuchsrichtung. Bei nicht einwandfreier Schärfe der Klinge führt dies regelmäßig zu Ausfaserungen des Holzes und einer unbefriedigenden Spitze. Die Klinge ist für einen ungeübten Anwender kaum nachschleifbar und muss somit durch eine neue ersetzt werden, was oft aus Nachlässigkeit und mangelnder Beschaffbarkeit unterbleibt. Da oft weder der Spitzer zentrisch perfekt gefertigt ist noch die Mine stets zentrisch im Holz des Stiftes befestigt ist, ergibt sich oft eine einseitig zu kurze Spitze. Vor diesem Hintergrund wird von manchem Anwender immer noch die Methode des Spitzens mit einem scharfen Messer in Längsrichtung des Stiftes angewendet.
Die beschriebenen und heute meist verwendeten Anspitzer liefern systembedingt eine runde Spitze. In manchen Fällen ist dies unerwünscht. Zum Ziehen von feinen Linien haben sich zweiseitig flach angeschliffene Spitzen (keilförmig; meißelförmig) als vorteilhafter erwiesen, da eine solche Spitze bruchstabiler ist und sich langsamer abnutzt. Dies wird zum Beispiel beim Zurichten eines Zimmermannsbleistiftes regelmäßig gemacht. Bei einem Druckbleistift, bei dem die Mine ohne hölzerne Umhüllung eingesetzt wird, bleibt nur der Griff zu einem Schleifpapierstreifen, bei holzumhüllten Stiften kommt wieder das Messer zum Einsatz, um die Mine freizulegen und anschließend zurechtzuschleifen.

## Sprachliches
Als Anspitzer werden in übertragenem Sinne auch Personen bezeichnet, die andere Personen oder Tiere motivieren oder zu motivieren versuchen.

## Weitere Arten

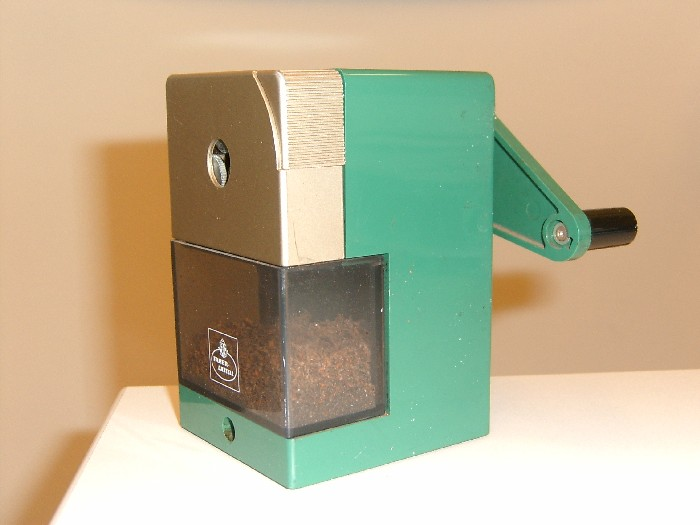
Anspitzer mit Handkurbel
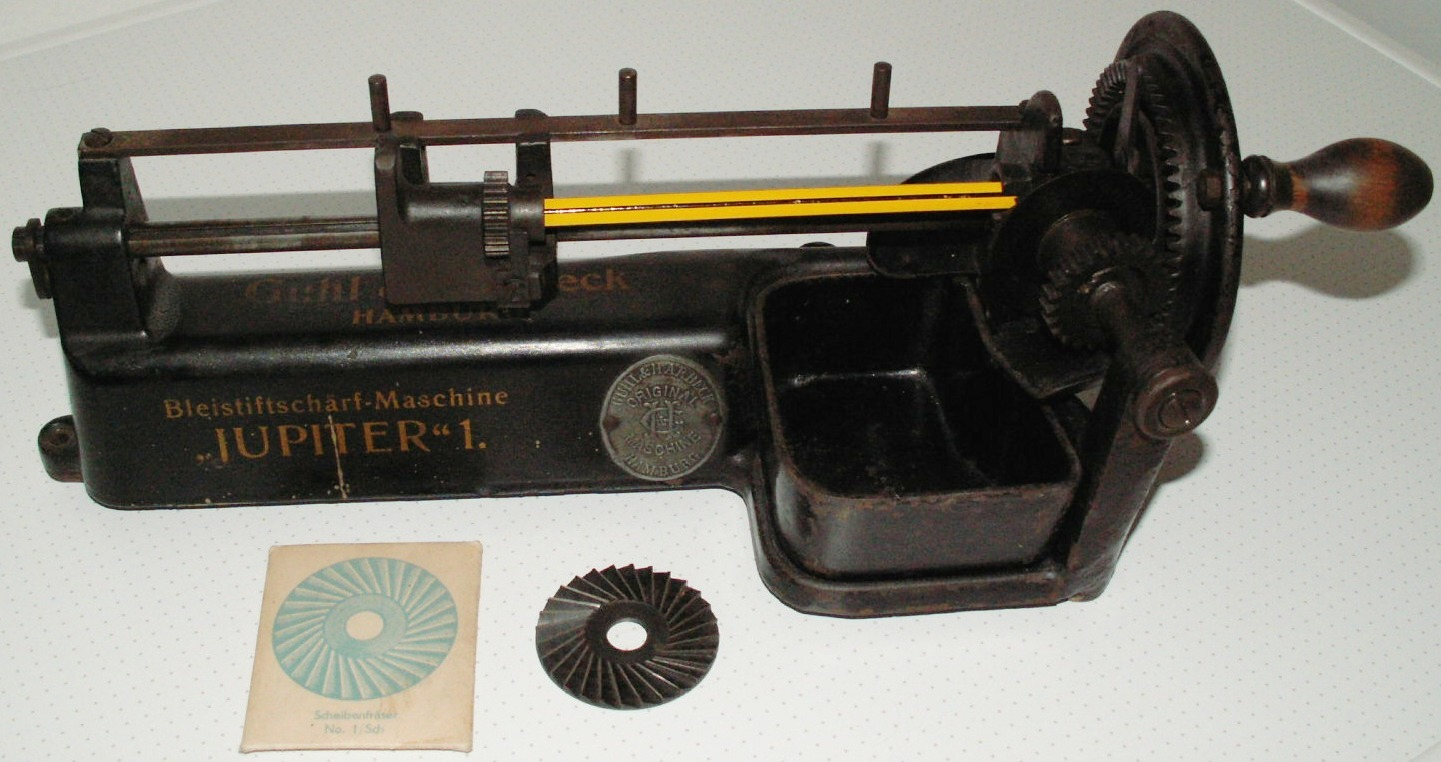
Bleistiftschärfmaschine „Jupiter 1“ von Guhl & Harbeck Hamburg (um 1920)
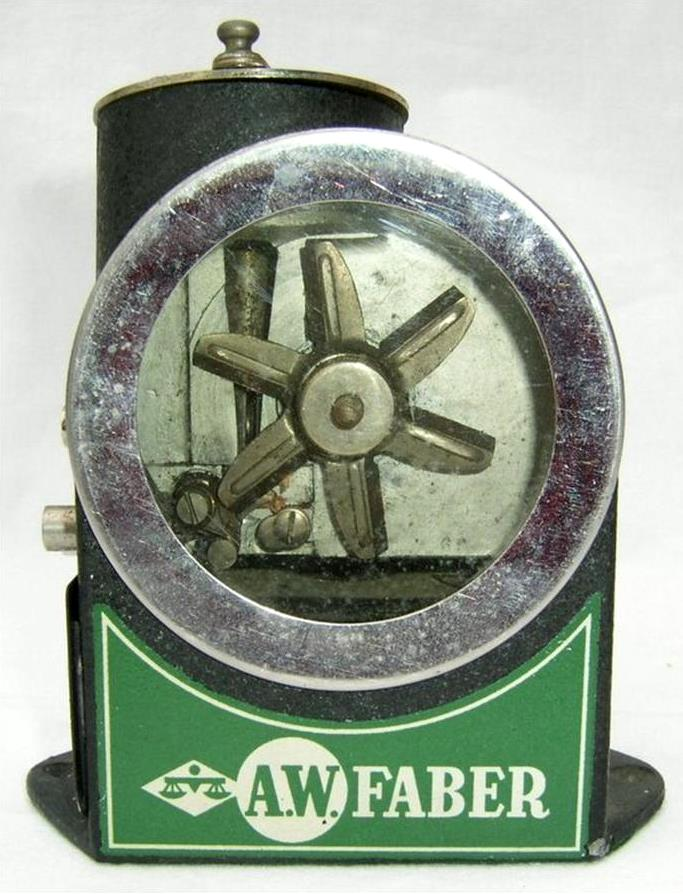
Bleistiftanspitzer A. W. Faber
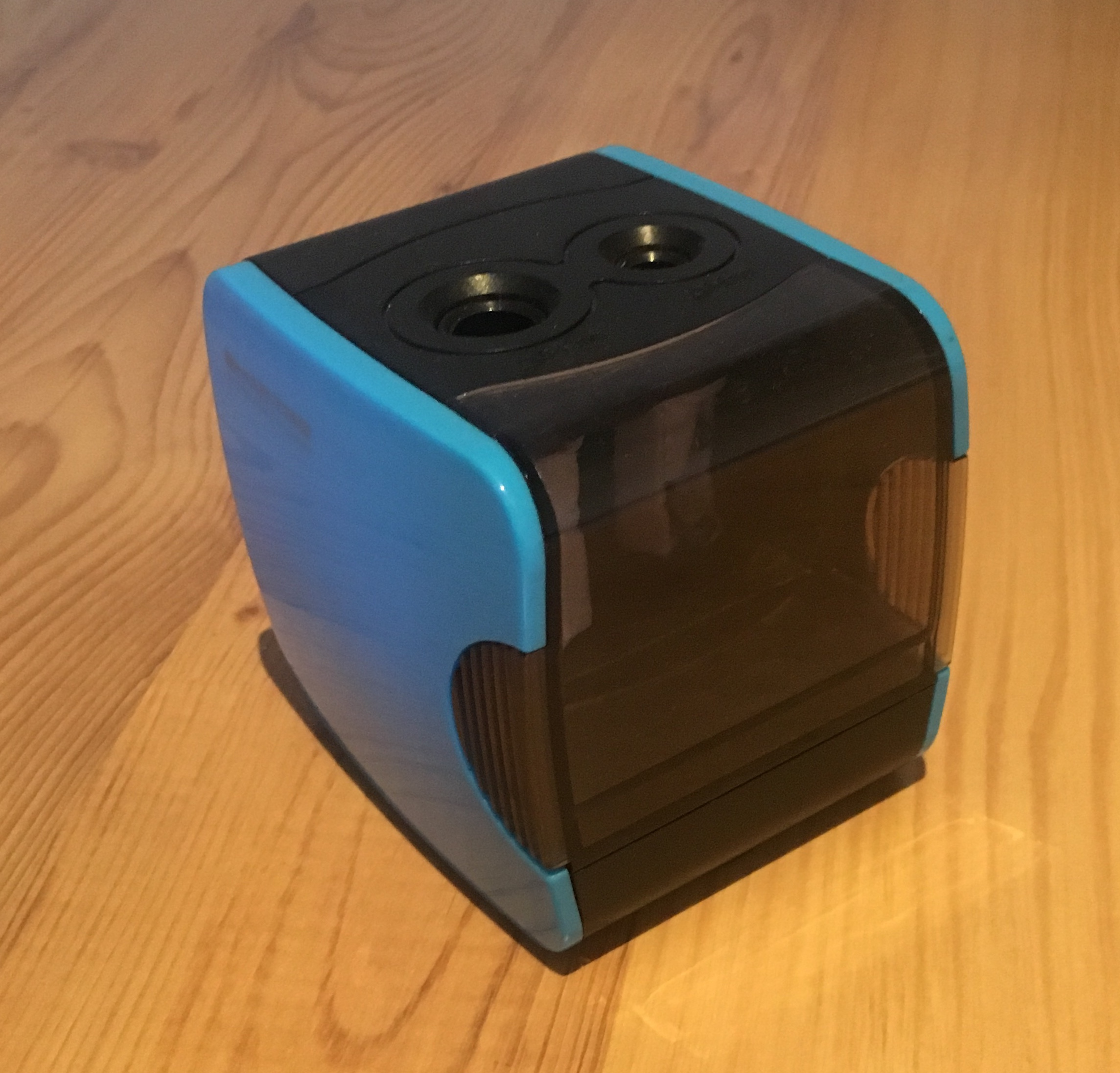
Batteriebetriebener Anspitzer
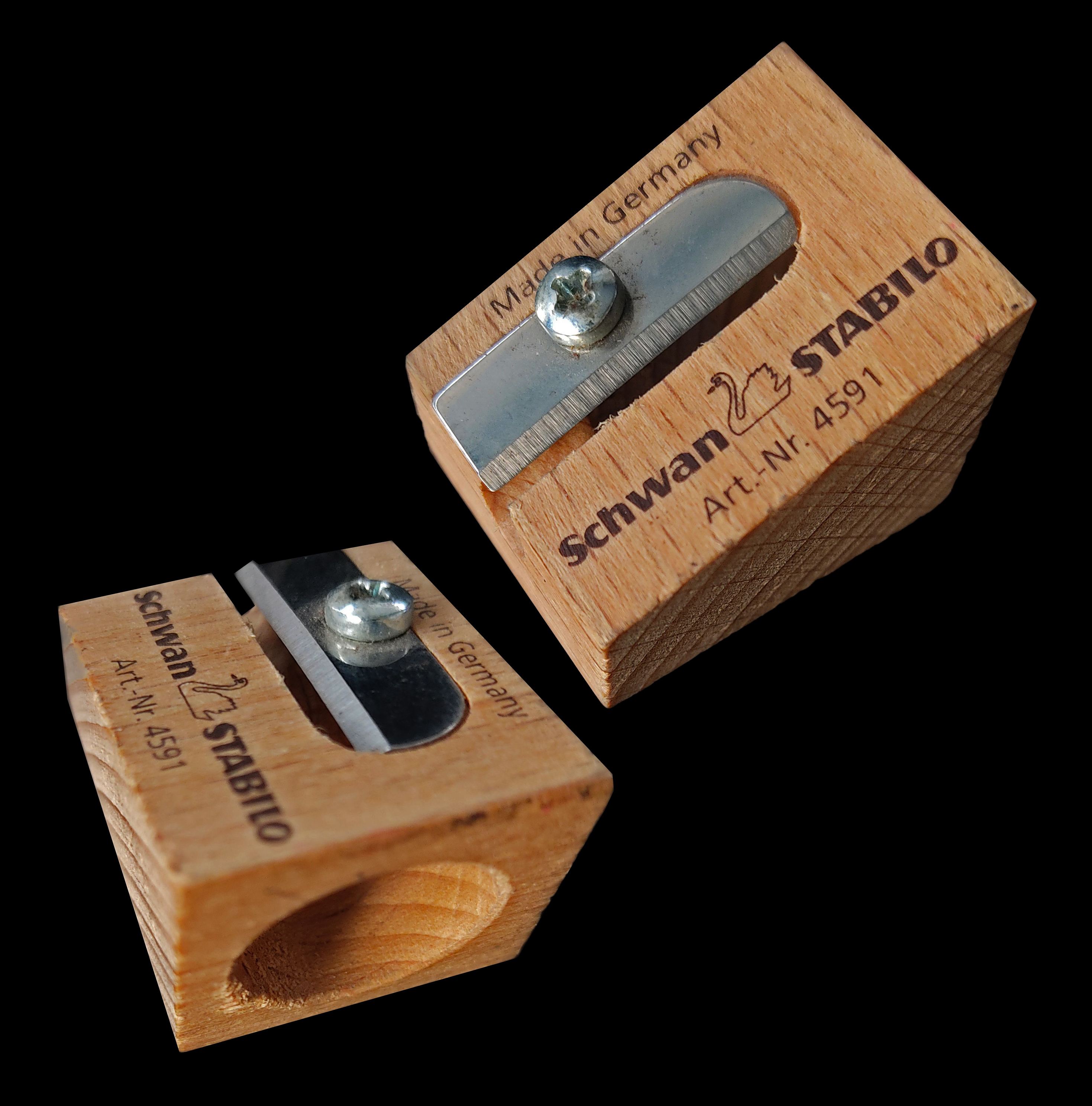
Anspitzer aus Holz
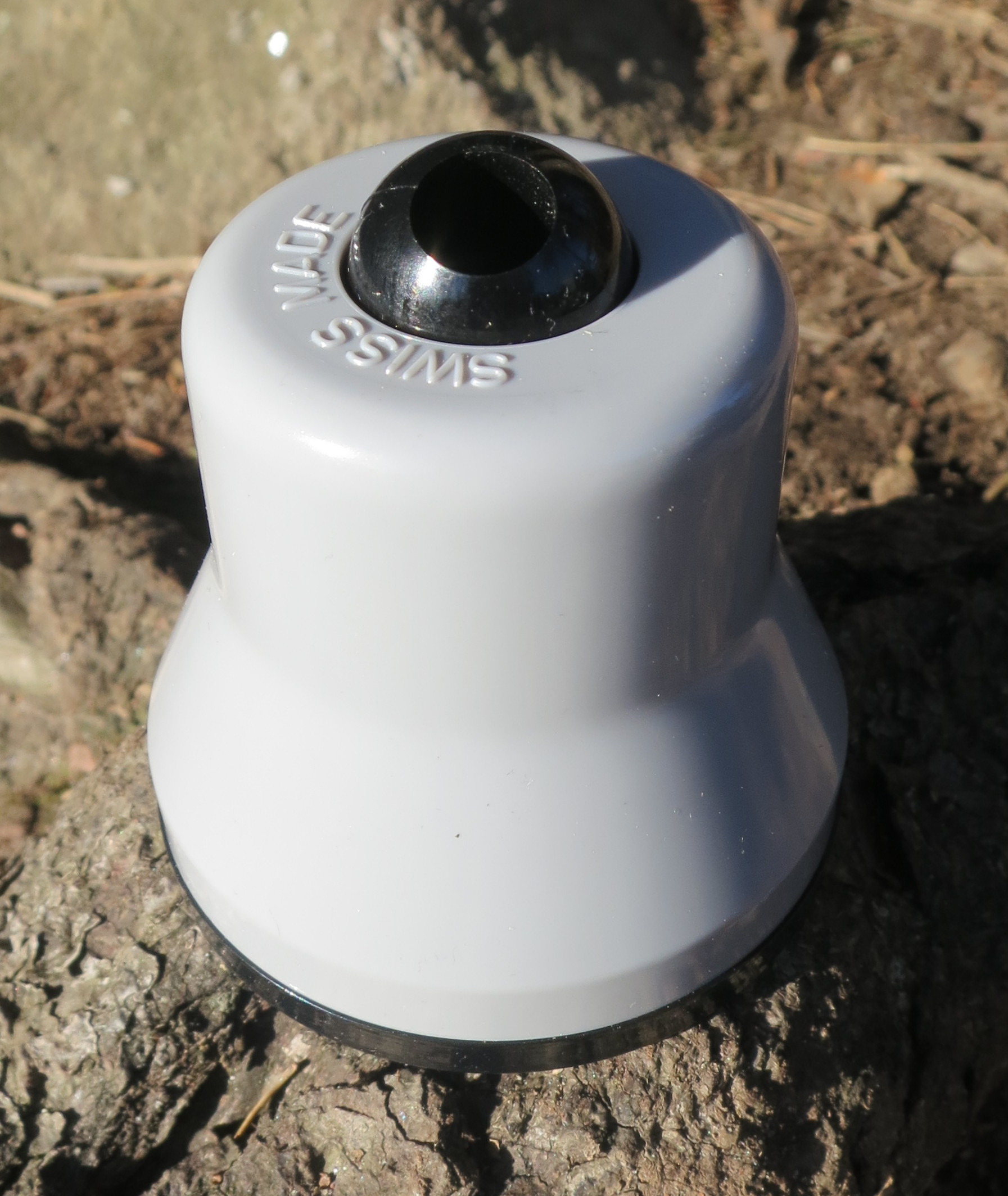
Schweizer Bleistiftspitzer aus den 1970er Jahren